# Johann Friedrich Burg
Johann Friedrich Burg (ur. 13 maja 1689 we Wrocławiu, zm. 4 lipca 1766 tamże) – niemiecki duchowny i kaznodzieja luterański czynny we Wrocławiu. 
Urodził się w rodzinie praktykującego we Wrocławiu doktora medycyny. W 1706 r. ukończył wrocławskie gimnazjum elżbietańskie, a następnie studia na uniwersytecie w Lipsku uzyskując tam w 1708 r. tytuł magistra. Po studiach odbył podróże samokształcące do Londynu i miast dzisiejszej Holandii oraz Belgii, po czym powrócił na macierzystą uczelnię uzyskując tam w 1711 tytuł bakałarza teologii. Później przyjechał do rodzinnego miasta, gdzie pracował jako pastor, m.in. w kościele pw Marii Magdaleny. W 1735 mianowany proboszczem  parafii przy kościele św. Elżbiety i inspektorem kościołów oraz szkół we Wrocławiu. W 1742 został mianowany nadradcą konsystorialnym śląskiego Kościoła Ewangelicko-Augsburskiego. Na stanowisku tym  bardzo istotnie przyczynił się do rozwoju swojego Kościoła w zarządzanej prowincji, a jednocześnie z sukcesem prowadził politykę utrzymywania poprawnych stosunków z Kościołem katolickim na Śląsku. W 1736 uniwersytet w Halle nadał mu tytuł Doktor honoris causa. 
Burg był autorem kilku teologicznych lub kaznodziejskich publikacji: 
- Einleitung zur natürlich-vernünftigen und christlichen Sittenlehre. Breslau 1736 (kilka późniejszych wydań)[1]
- Institutiones theologiae theticae cum librorum. Breslau 1739 (późniejsze wydania w 1746 i 1766)[1]
- Evangelisches Gesangbuch für die königlich schlesischen Lande. 1742[1]
- W 1750–1756 opublikował sześciotomowy zbiór kazań swojego autorstwa[2].